# Perplexity AI
Perplexity AI é um mecanismo de pesquisa e conversação baseado em IA que responde a perguntas usando texto preditivo de linguagem natural.
Lançado em 2022, Perplexity gera respostas usando fontes da web e cita links dentro da resposta de texto.
Perplexity funciona em um modelo Freemium; o produto gratuito usa o modelo de linguagem grande independente (LLM) da empresa que incorpora recursos de Processamento de linguagem natural (NLP), enquanto a versão paga Perplexity Pro tem acesso a GPT-4, Claude 3.5, Mistral Large, Llama 3 e um Modelo de Perplexity Experimental.
No primeiro trimestre de 2024, ele tinha atingido 15 milhões de usuários mensais.

## História
Perplexity foi fundada em 2022 por Aravind Srinivas, Denis Yarats, Johnny Ho e Andy Konwinski, engenheiros com antecedentes em sistemas de back-end, IA e aprendizado de máquina. Yarats, o CTO, foi um cientista de pesquisa de IA na Meta, enquanto Srinivas, o CEO, trabalhou na OpenAI como pesquisador de IA. Ho, o diretor de estratégia, trabalhou como engenheiro na Quora, depois como comerciante quantitativo na Wall Street, e Konwinski estava entre a equipe fundadora da Databricks.
A Perplexity, levantou US$ 165 milhões em financiamento a partir de 2024, resultando em uma avaliação superior a US$ 1 bilhão. Entre os investidores notáveis estão:
- Jeff Bezos: Fundador da Amazon e investidor de destaque.
- Nvidia: Empresa líder em tecnologia de processamento gráfico e inteligência artificial.
- Databricks: Plataforma de análise de dados em larga escala.
- Bessemer Venture Partners: Importante firma de capital de risco.
- Susan Wojcicki: Ex-CEO do YouTube e influente figura no setor de tecnologia.
- Jeff Dean: Cientista de computação e chefe do Google AI.
- Yann LeCun: Pioneiro em aprendizado profundo e Chief AI Scientist no Facebook.
- Andrej Karpathy: Especialista em inteligência artificial e ex-diretor de IA na Tesla.
- Nat Friedman: Ex-CEO da GitHub e investidor.
- Garry Tan: Co-fundador do Initialized Capital e investidor.

Esses investidores refletem o interesse e a confiança no potencial de inovação e crescimento da Perplexity no setor tecnológico.
Em meados de 2024, a Perplexity atingiu uma avaliação de 3 bilhões de dólares.

## Funcionalidade
O principal produto da perplexity é o seu mecanismo de busca, que depende do Processamento de linguagem natural.  Ele utiliza o contexto das consultas do usuário para fornecer um resultado de pesquisa personalizado. Perplexity resume os resultados da pesquisa e produz um texto com citações inline. Permite aos utilizadores fazer perguntas de acompanhamento que sejam interpretadas no mesmo contexto.
A Perplexity utiliza um modelo Freemium e fornece funções básicas de pesquisa e todos os modos de pesquisa gratuitamente. O recurso 'Focus' permite que os usuários restrinjam a pesquisa no Reddit, YouTube, WolframAlpha ou para restringir-a ao Acadêmico (para pesquisar trabalhos de pesquisa) ou ao Escrito (Disabilitar acesso à internet para o LLM).
Versão Pro e Recursos da Perplexity
A versão paga da Perplexity, conhecida como modo "Pro" (anteriormente chamada de Copilot), oferece uma série de funcionalidades adicionais para os usuários. Entre as principais características estão:
- Perguntas Clarificadoras: O modo "Pro" solicita perguntas clarificadoras para refinar e melhorar as consultas dos usuários.
- Carregamento e Análise de Arquivos Locais: Os usuários podem carregar e analisar arquivos locais, incluindo imagens.
- Geração de Imagens com IA: A versão Pro permite a criação de imagens utilizando inteligência artificial.
- Acesso à API: Fornece acesso a uma interface de programação de aplicativos (API) para integração e personalização adicionais.

Além disso, a Perplexity introduziu uma nova versão empresarial de seu produto em abril de 2024.
Em maio de 2024, a empresa lançou um novo recurso chamado Pages. O Pages permite a geração de uma página web personalizável com base em solicitações do usuário. Utilizando os modelos de pesquisa de IA da Perplexity, o Pages compila informações e cria uma apresentação de pesquisa que pode ser publicada e compartilhada com outros.

## Utilização de conteúdos de meios de comunicação social
Em junho de 2024, a revista Forbes criticou publicamente a Perplexity pelo uso não autorizado de seu conteúdo. A Forbes alegou que a Perplexity publicou uma matéria que copiava extensivamente de um artigo proprietário, sem a devida menção ou citação à Forbes. Em resposta, Srinivas reconheceu que a funcionalidade tinha algumas "imperfeições" e aceitou o feedback recebido, mas afirmou que a Perplexity se limita a "agregar" informações, em vez de plagiá-las.
No mesmo mês, investigações conduzidas pela revista Wired e pelo desenvolvedor web Robb Knight descobriram que a Perplexity não estava respeitando o padrão robots.txt, que permite que sites bloqueiem crawlers de web de acessar seu conteúdo. Isso ocorreu apesar das alegações da Perplexity em sentido contrário. Embora a Perplexity publique os intervalos de IP e as strings de agentes de usuário de seus crawlers de web, Wired e Robb Knight relataram que a empresa usa IPs não divulgados e strings de agentes falsificadas para ignorar o robots.txt.
Em resposta, Srinivas afirmou em uma entrevista por telefone que "a Perplexity não está ignorando o Protocolo de Exclusão de Robôs... Não confiamos apenas em nossos próprios crawlers de web, mas também em crawlers de terceiros."
Srinivas explicou que o crawler identificado por Wired pertencia a um provedor terceirizado. Wired também observou que, em alguns casos, a Perplexity pode estar resumindo "não artigos de notícias reais, mas reconstruções baseadas em URLs e rastros deixados em mecanismos de busca, como extratos e metadados, oferecendo resumos que alegam se basear no acesso direto ao texto relevante."
Quando questionado se a Perplexity cessaria a raspagem de conteúdo da Wired por meio de terceiros, Srinivas respondeu que "é complicado."
A Amazon Web Services, que hospeda o crawler da Perplexity, possui uma cláusula em seus termos de serviço que proíbe o desrespeito ao padrão robots.txt. Como resultado, a Amazon iniciou uma investigação "de rotina" sobre o uso da Perplexity do Amazon Elastic Compute Cloud.
Em julho de 2024, a Perplexity anunciou o lançamento de um novo programa para editores, que visa compartilhar a receita publicitária com seus parceiros.